# Carlos Pesce
Carlos Pesce ( Argentina 1901 – ídem 24 de septiembre de 1975 fue un letrista dedicado al género del tango. Entre sus obras se recuerdan especialmente El esquinazo, El porteñito, Racing Club, Melenita de oro y El penado 14, obra esta de la que hizo una gran creación el cantante Agustín Magaldi.

## Obras
Algunas de las 113 obras que tiene registradas a su nombre en la Sociedad Argentina de Autores y Compositores son las siguientes:
- A la Guardia Vieja en colaboración con Juan Maglio (1941)
- Gran Hotel Victoria en colaboración con Feliciano M. Latasa
- El porteñito en colaboración con Antonio Polito y Ángel Villoldo  (1942)
- El penado 14 en colaboración con Agustín Magaldi y Pedro Hipólito Noda  (1939)
- El cuyanito en colaboración con Anselmo Esmella (1942)
- El esquinazo en colaboración con Antonio Polito y Ángel Villoldo (1942)
- El fogonazo en colaboración con Antonio Polito y Ángel Villoldo (1942)
- El indio Panta en colaboración con Manuel Abrodos
- El irresistible en colaboración con Lorenzo Logatti (1942)
- Uno a cero en colaboración con Juan Maglio (1940)
- Una fija en colaboración con Antonio Polito y Ángel Villoldo (1943)
- Tomá mate en colaboración con Juan Maglio (1942)
- San Benito de Palermo en colaboración con Juan Francisco Noli
- Puerto Nuevo en colaboración con Justo Julián Teófilo Lepes (1939)
- Melenita de oro en colaboración con Samuel Linning y Carlos Vicente Geroni Flores (1940)
- Copa de ajenjo en colaboración con Juan Canaro (1941)
- La que nunca tuvo novio en colaboración con Agustín Magaldi y Pedro Hipólito Noda  (1939)
- Racing Club en colaboración con Vicente Greco (1913)